# ليتسي الثالث
ليتسي الثالث (بالإنجليزية: Letsie III of Lesotho)‏ (ولد ديفيد موهاتو بيرينج سييزو في 17 يوليو 1963) هو ملك ليسوتو منذ 7 فبراير 1996.
في 12 نوفمبر 1990، وفي أعقاب نفي والده موشوشو الثاني، خلفه على عرش ليسوتو حتى 25 يناير 1995. في 7 فبراير 1996، وصل إلى العرش بعد وفاة والده في 15 يناير 1996.

## روابط خارجية
- ليتسي الثالث على موقع الموسوعة البريطانية (الإنجليزية)
- ليتسي الثالث على موقع مونزينجر (الألمانية)